# Gare de Servon
Gare de Servon vasútállomás Franciaországban, Servon-sur-Vilaine településen.

## Vasútvonalak
Az állomást az alábbi vasútvonalak érintik:
- Párizs–Brest-vasútvonal

## Kapcsolódó állomások
A vasútállomáshoz az alábbi állomások vannak a legközelebb:
- Gare de Châteaubourg (Paris Gare Montparnasse, Párizs–Brest-vasútvonal)
- Gare de Noyal - Acigné (Gare de Brest, Párizs–Brest-vasútvonal)